# Golden Axe III
Golden Axe III (jap. ゴールデンアックスIII) ist ein vom Entwicklerstudio Sega für die Sega Mega Drive entwickeltes Beat ’em up. Es ist der dritte Teil der Golden-Axe-Reihe.

## Inhalt
Der Fürst der Dunkelheit namens Damud Hellstrike hat die goldene Axt weggenommen und alle Krieger mit einem bösen Fluch belegt. Einer der Helden wird jedoch von seinem Fluch befreit und wird geschickt, um die Dinge in Ordnung zu bringen. Er muss den Fluch von den anderen aufzuheben und den Bösewicht besiegen.

## Spielprinzip
Das Gameplay wurde leicht erweitert, ist aber im Wesentlichen das gleiche Hack’n’Slash wie die beiden Vorgänger. Zu den neuen Features gehören die neuen Charaktere, neue Spezialangriffe und Teamwork-Angriffe. Zudem gibt es im Spiel mehrere Wege der Spieler, an denen der Spieler wählen kann. Zu den fünf Charakteren gehören ein Riese, Proud Cragger, ein schwarzer Panther, Chronos „Evil“ Rait, sowie ein Schwertkämpfer, Kain Grinder und die Schwertkämpferin Sarah Burn. Golden Axe III verfügt über viele neue Moves, darunter Blocken, Sweep-Angriffe, Projektilangriffe, defensive und offensive Spezialangriffe sowie ein erweitertes Grappling-System.
Einige Funktionen, die im zweiten Spiel entfernt wurden, wurden in Golden Axe III zurückgebracht. Anstelle der feindlichen Magier aus dem zweiten Spiel sind die Gnome aus dem Originalspiel zurückgekehrt, die Zaubertränke und Nahrung mit sich führen. Zudem gibt es im Spiel die Reittiere.

## Veröffentlichung
Das Spiel kam in Japan am 25. Juni 1993 raus. In Amerika wurde das Spiel nur für den Sega Channel veröffentlicht. Das Spiel wurde später mehrmals als Teil der Sega Mega Drive Collection, sowie Sega Mega Drive Ultimate Collection erneut veröffentlicht. Zudem wurde Golden Axe III auf der Virtual Console der Wii veröffentlicht.

## Rezeption
Golden Axe III erhielt durchschnittliche Kritiken. Electronic Gaming Monthly kritisierte die Grafik vom Spiel und das Spiel weist keine Neuerung gegenüber den Vorgängern auf. IGN gab dem Spiel 5 von 10 Punkten.